# Astroloba bullulata
 (septembre 2021).
Espèce
Synonymes
- Astroloba egregia (Poelln.) Uitewaal

Astroloba bullulata est une espèce de petite plante succulente endémique des régions montagneuses du sud du Cap, en Afrique du Sud.

## Description
Astroloba bullulata est une petite espèce compacte du genre Astroloba (en) atteignant une hauteur d'environ 30 cm. Sa couleur  varie de vert foncé à rouge olive foncé.
Les feuilles mates sont couvertes de protubérances noires caractéristiques (« bullulata »), principalement sur la face externe des feuilles grasses aux bords brillants. Ces feuilles denses et compactes forment une légère spirale dans leur croissance, chaque feuille étant légèrement tournée vers l'intérieur et tordue dans le sens de la spirale. Chaque feuille a également une nervure bordée, contrairement à la plupart des autres espèces d’Astroloba.
L'inflorescence est dressée ; elle porte des fleurs clairsemées vert brunâtre avec des tépales jaunes (les fleurs apparaissent à la saison sèche, de novembre à janvier).

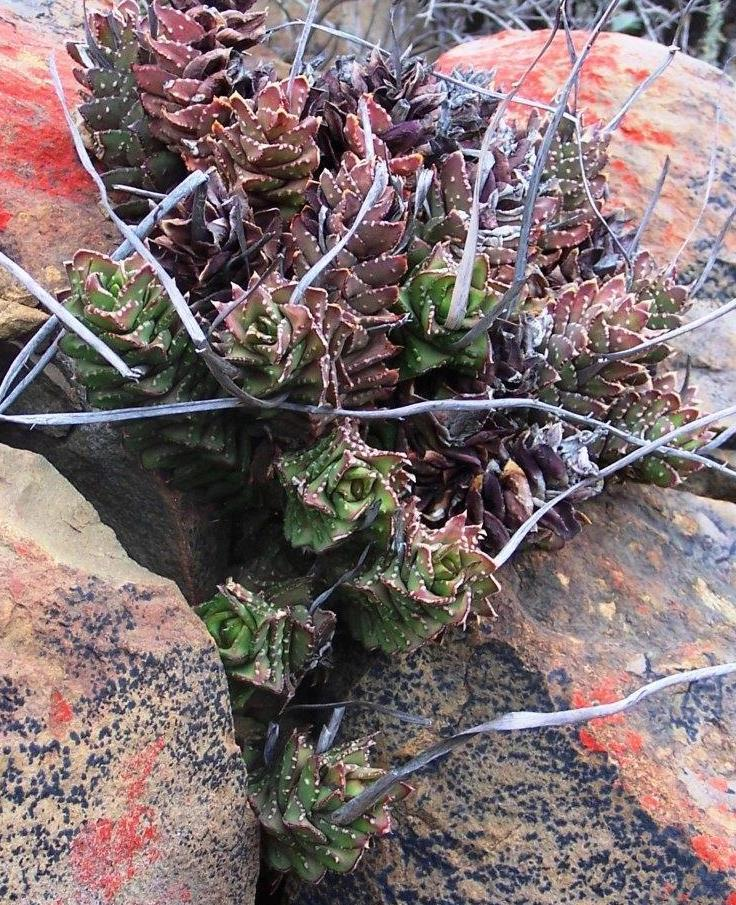
Grand spécimen dans son habitat.
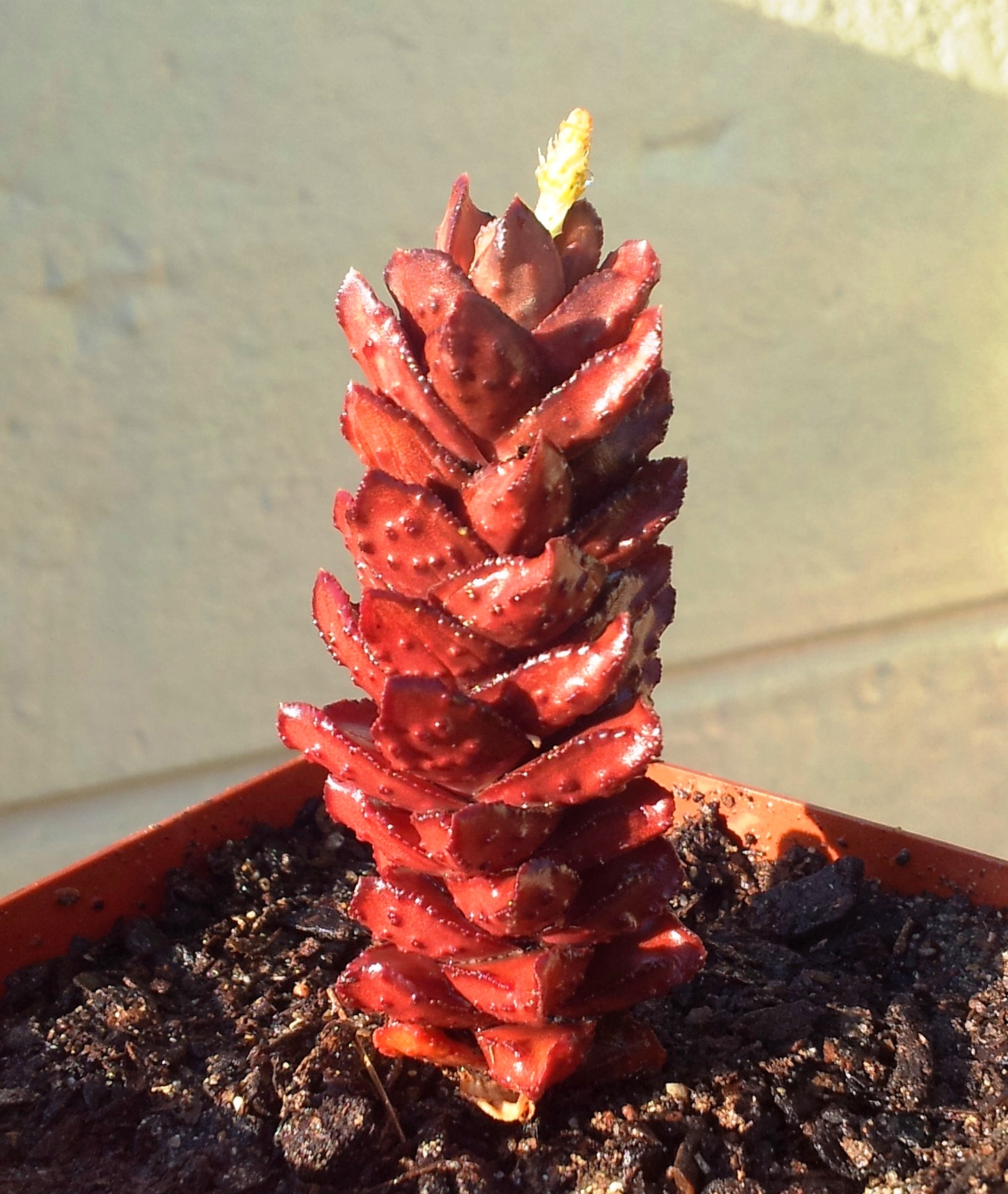
Spécimen cultivé avec inflorescence naissante.
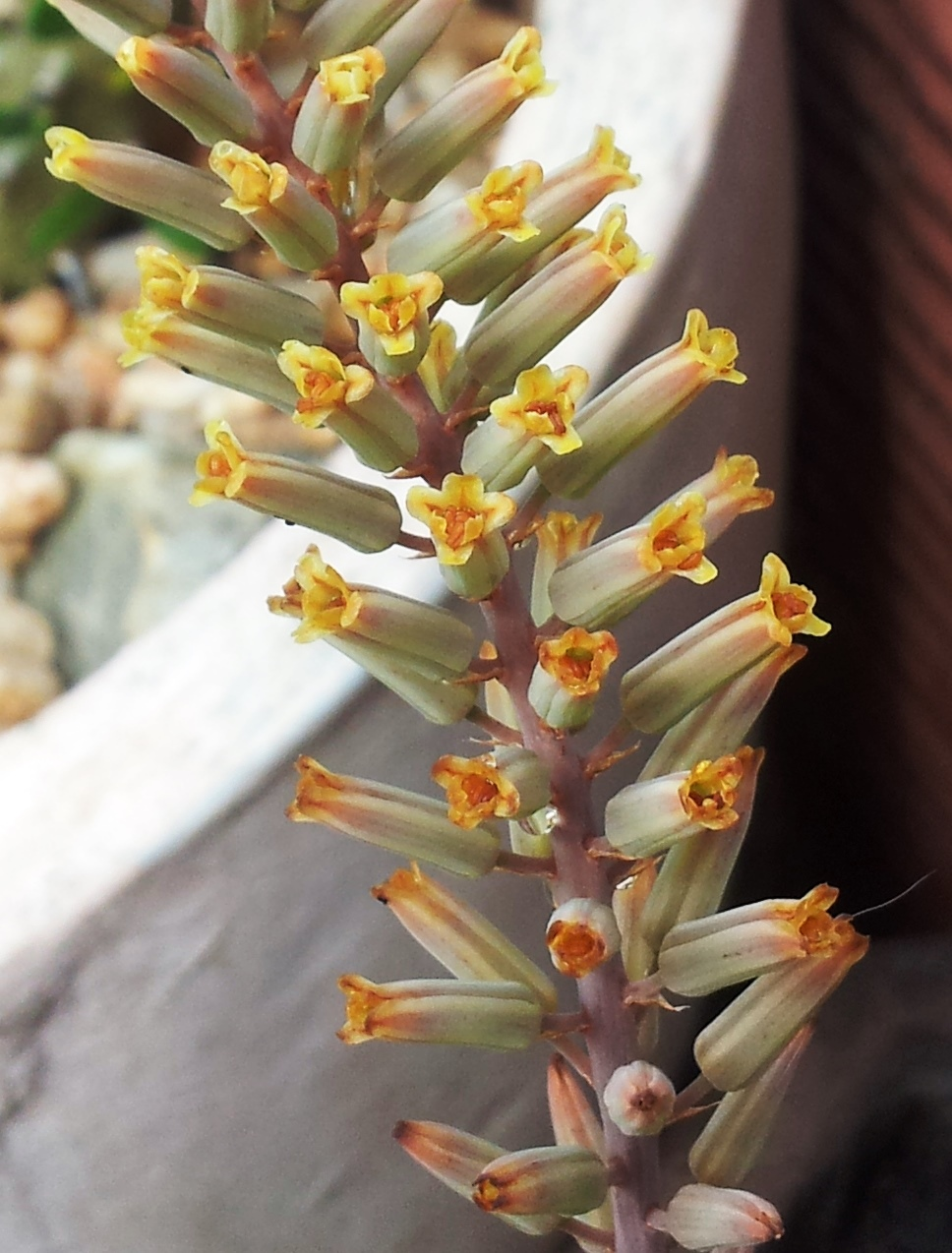
Détail d'une inflorescence.

### Espèces apparentées

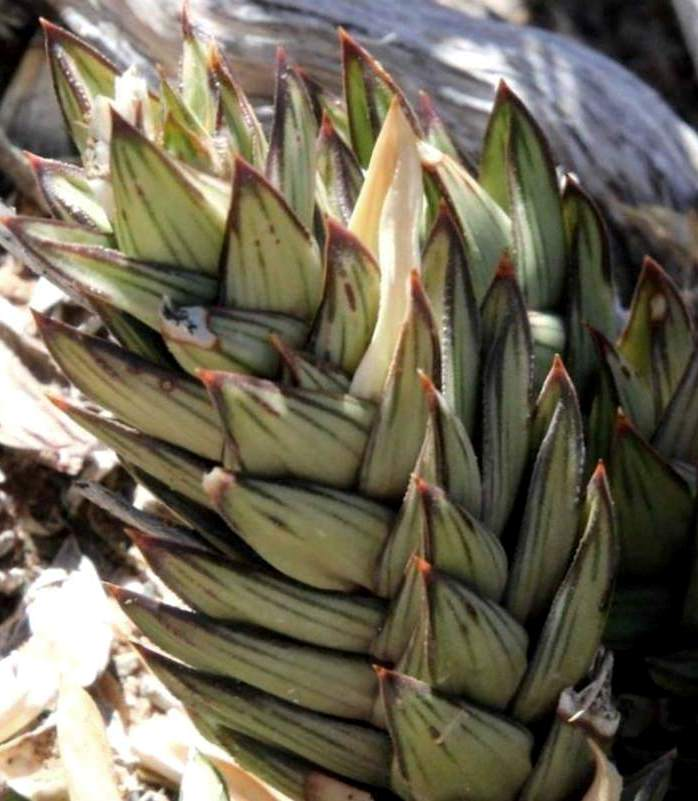
Détail dA. pentagona montrant les lignes sombres des feuilles.

Astroloba bullulata est étroitement apparentée à l'espèce type du genre, Astroloba pentagona (en). Les deux espèces ont des apex carénés-marginaux sur leurs feuilles.
Astroloba pentagona (en) a des feuilles vertes plus fines et plus claires, avec des lignes longitudinales sombres sur leur face inférieure. Certains spécimens présentent également des taches pâles discrètes, qui ont tendance à se former en rangées longitudinales sur les feuilles. Les feuilles recouvrent densément les tiges qui atteignent seulement 15 cm de hauteur. Les fleurs (novembre à mai) sont plus claires que celles de bullulata. Astroloba pentagona est présent à l'est de l'aire de répartition de bullulata, au sud et à l'est de Laingsburg, sur des crêtes rocheuses dans des sols schisteux.

## Distribution
L'espèce est indigène d'Afrique du Sud, dans la province du Cap occidental et dans une petite partie au sud de celle du Cap-Nord. Sa distribution se situe dans les districts de Ceres, Sutherland et Laingsburg. Son habitat est la végétation de broussailles du Karoo.